# Replay (chanson)
Ne doit pas être confondu avec Replay (roman) ou Replay (jeu vidéo).
Singles de Zendaya
Swag It Out
(2011) Bottle You Up
(2013)
Replay est un single de genre musical Electro-RnB composé et interprété par Zendaya qui est le deuxième single de Zendaya, c'est aussi le premier extrait de l'album Zendaya sorti en automne 2013. Un teaser est sorti le 12 juillet 2013 sur VEVO. La chanson est publiée sur le site officiel de Zendaya le 13 juillet 2013 qui entraîne déjà 18 448 vues en une journée. À ce jour, le clip vidéo du single a cumulé plus de 120 millions de vues sur le site Vevo. Le single s'est vendu à 1 000 000 d'exemplaires aux États-Unis.

## Composition
La chanson a été composée par Tiffany Fred et Paul "Phamous" Shelton. Cette chanson est le premier single de son album Zendaya. C'est un mélange de R&B et Dance. Replay dure trois minutes et 29 secondes. Zendaya a déclaré : « C'est une de ces chansons qui est la création de sa propre voie ou par genre. Je ne pense pas que ce soit pop, je ne pense pas que ce soit le hip-hop, je ne pense pas que ce soit R&B ».

## Track liste
Digital Single
1. "Replay" - 3:29

Remixes
1. "Replay" (Ralphi Rosario Remix) - 8:07
2. "Replay" (Jason Nevins Remix) - 6:34
3. "Replay" (It's The Kue Remix!) - 6:13
4. "Replay" (Belanger Remix) - 6:24
5. "Replay" (Riddle Remix) - 7:13
6. "Replay" (Jump Smokers Remix) - 4:48

Replayed and Remixed - 1
1. "Replay" (Cahill Club Mix) - 6:05
2. "Replay" (Cahill Edit) - 3:45
3. "Replay" (Ralphi Rosario Remix) - 8:06
4. "Replay" (Country Club Martini Crew Remix) - 6:42
5. "Replay" (Jump Smokers Remix) - 4:48
6. "Replay" (Jason Nevins Remix) - 6:34

Replayed and Remixed - 2
1. "Replay" (Monsieur Adi Remix) - 5:28
2. "Replay" (Monsieur Adi Remix / Radio Edit) - 3:38
3. "Replay" (Belanger Remix) - 6:24
4. "Replay" (Bit Error Remix) - 5:43
5. "Replay" (Riddler Remix) - 7:13
6. "Replay" (It's the Kue Remix!) - 6:13

## Clip vidéo
Le lyric video est sortie le 16 juillet sur le compte YouTube de Zendaya.  Le clip vidéo du single Replay est sorti le 15 août 2013. À ce jour, Replay cumule plus de 200 millions de vues.